# Macho ruso
El macho ruso, también llamado mazamorra, es un postre chileno reconocido como parte de la «cocina patrimonial» del país, típico de la ciudad de Ovalle (Región de Coquimbo) y de la Región de Atacama.

## Origen
Su origen se remonta a la época colonial, aunque se ignora la procedencia de su nombre, quién específicamente introdujo la receta al país o cuándo sucedió.
Es un símbolo gastronómico de la ciudad de Ovalle (Región de Coquimbo) y de la Región de Atacama. Se acostumbra comerlo solamente en fechas especiales.

## Descripción
Este postre es de consistencia cremosa y textura suave.
Si bien en un principio era solamente hecho con leche, harina y arrope, en su preparación se utilizan los siguientes ingredientes: leche, azúcar, canela, cáscara de naranja, harina, maicena y extracto de vainilla. También es posible prepararlo con papaya.